# Brad Maddox
Joshua Tyler Kluttz, meglio conosciuto con il ring name Brad Maddox (Tega Cay, 4 maggio 1984), è un attore, ex wrestler e commentatore statunitense.
È ricordato soprattutto per i suoi trascorsi nella World Wrestling Entertainment tra il 2012 e il 2015.

## Carriera

### Ohio Valley Wrestling (2008–2010)
Tyler Kluttz fa il suo debutto il 2 aprile 2008 nella Ohio Valley Wrestling (OVW), partecipando a un Tag team match   insieme a Garvin Garrison, ma subendo una sconfitta contro Adam Revolver e Ted McNaler. In questo periodo, inizia a combattere regolarmente in coppia con Garrison, sebbene senza ottenere risultati significativi. Nel suo primo match singolo, disputato il 9 aprile, viene battuto da Igotta Brewski e, pochi giorni dopo, perde contro il rientrante Rob Conway. La sua prima vittoria arriva il 1º ottobre, quando partecipa ad un 4-on-3 handicap match (incontro handicap 4 contro 3) (in squadra con Ashley Streetman, Garvin Garrison e Moose) e sconfigge Adam Revolver, Ted McNaler e Tubby McNaler.
All'inizio del 2009, cambia il suo ring name in Brent Wellington e l'11 marzo ha l'opportunità di conquistare l'OVW Southern Tag Team Championship insieme a Moose; tuttavia, i due vengono sconfitti da Sucio e Kamikaze Kid. La collaborazione tra Kluttz e Moose termina a fine aprile, portando a due incontri diretti tra i due, con una vittoria per ciascuno.
Il 28 febbraio 2010, Kluttz vince una Battle Royal e conquista il vacante OVW Heavyweight Championship, ma perde il titolo il 29 maggio successivo contro Mike Mondo.

### Florida Championship Wrestling (2010–2012)
Nell'estate del 2010, Tyler Kluttz firma un contratto di sviluppo con la World Wrestling Entertainment (WWE) e viene inviato nel territorio di sviluppo Florida Championship Wrestling (FCW). Debutta il 5 agosto 2010 sotto il ring name Brad Maddox, perdendo un incontro contro Tyler Reks. Il 19 agosto 2010 partecipa a una Battle Royal, vinta poi da Alex Riley. La sua prima vittoria arriva il 9 settembre, in un Mixed Tag Team match insieme a Brittany Beed, contro Lea Kruger e Kaitlyn. Successivamente, Maddox inizia a competere in vari match singoli, subendo sconfitte contro avversari come Seth Rollins, Big E Langston, Tito Colon e Donny Marlow. 
Durante le registrazioni di FCW del 14 aprile 2010, Maddox perde un tag team match (incontro di coppia) con Peter Orlov contro Hunico ed Epico. Nei taping del 26 maggio 2010, ottiene una vittoria contro Xavier Woods. Il 4 giugno 2010, all'FCW Port Charlotte Show, viene nuovamente sconfitto, questa volta da Titus O'Neil. Il 30 giugno 2010, Maddox trionfa in un Triple Threat Match contro Richie Steamboat e Percy Watson. Tuttavia, all'FCW Gainesville Show dell'8 luglio 2010, perde un match contro Richie Steamboat. Il 16 luglio 2010, durante l'FCW Summer SlamaRama, viene battuto da Percy Watson. Nel corso dell'Orlando Show del 27 luglio 2010, subisce un'altra sconfitta contro Briley Pierce. Nei taping dell'11 agosto 2010, Maddox affronta nuovamente Steamboat; dopo aver perso la faida con lui, il 22 settembre 2010 si riscatta ottenendo una vittoria su Briley Pierce. All'Orlando Show del 30 settembre 2010, combatte eccezionalmente in coppia con Dolph Ziggler, ma perde contro Zack Ryder e Johnny Curtis. Nei taping del 13 ottobre 2010, Maddox e Briley Pierce perdono un match di coppia contro Titus O'Neil e Percy Watson. Successivamente, i due tentano di conquistare gli FCW Florida Tag Team Championship ma inizialmente vengono sconfitti dai campioni Donny Marlow e CJ Parker. Tuttavia, nel match successivo riescono a vincere le cinture. La loro prima difesa dei titoli ha successo quando sconfiggono Big E. Langston e Nick Rogers. Infine, il 15 dicembre, Maddox e Pierce ottengono un'altra vittoria contro Hunico ed Epico in un incontro non titolato.
Nel 2012, la coppia formata da Brad Maddox e Rick Victor inizia l'anno con una serie di sconfitte, tra cui quella contro Corey Graves ed Eli Cottonwood. Il 2 febbraio 2012, perdono i titoli di coppia contro Bo Rotundo e Husky Harris. Dopo questa sconfitta, Maddox partecipa a uno Scramble Match per determinare il primo sfidante al titolo FCW, ma viene eliminato. Nei tapings del 15 marzo 2012, Maddox fa squadra con Jake Carter e Corey Graves, perdendo un 6-man tag team match contro Jason Jordan, CJ Parker e Xavier Woods. Tuttavia, il 21 marzo 2012 riesce a battere CJ Parker in un incontro singolo. Tre giorni dopo, vince un match a otto uomini insieme a Leo Kruger, Damien Sandow e Big E Langston contro Jason Jordan, Benicio Salazar, Dean Ambrose e Richie Steamboat. Maddox continua a ottenere vittorie nei successivi eventi di Lakeland e Tampa. Nei tapings del 4 aprile 2012, in coppia con Leo Kruger, sconfigge Jason Jordan e Mike Dalton. Il 26 aprile sfida Richie Steamboat in un Ironman Match per l'FCW 15 Championship, ma perde. Finalmente conquista il titolo il 21 giugno 2012 battendo nuovamente Steamboat. Il 28 luglio, insieme a Rick Victor, vince gli FCW Florida Tag Team Championship sconfiggendo Leakee e Mike Dalton. Tuttavia, il 1º agosto 2012 perdono in un Fatal 4-Way Elimination Tag Team Match contro gli Ascension, che includevano Jason Jordan, Mike Dalton e Adam Mercer. 

### World Wrestling Entertainment (2012–2015)
In seguito alla chiusura della Florida Championship Wrestling nell'agosto del 2012, Maddox viene promosso nel roster principale come arbitro. Nella puntata di Raw del 17 settembre 2012, dirige un incontro di coppia tra John Cena e Sheamus contro Alberto Del Rio e CM Punk, contando lo schienamento di Cena su Punk nonostante quest'ultimo avesse un piede sulla seconda corda. La settimana successiva, Paul Heyman, manager di Punk, chiede a Maddox di scusarsi per l'accaduto; il giovane arbitro ammette di vergognarsi per il suo errore, ma si giustifica affermando che era il suo primo match e che si sentiva nervoso, poiché la General Manager di Raw, AJ Lee, lo aveva recentemente chiamato dalla FCW a causa della mancanza di arbitri.
28 ottobre 2012, durante l'evento Hell in a Cell, arbitra l'Hell in a Cell match tra CM Punk e Ryback, valido per il WWE Championship. Nel finale dell'incontro, colpisce Ryback con un colpo basso, consentendo a Punk di vincere. La sera successiva, a Raw, viene sospeso (kayfabe) dal suo ruolo di arbitro dal proprietario della WWE, Vince McMahon. Nella settimana seguente, chiarisce che CM Punk e Paul Heyman non erano coinvolti nei suoi atti, affermando di aver agito autonomamente per cercare fama. McMahon gli offre quindi l'opportunità di ottenere un contratto da wrestler, a condizione che riesca a sconfiggere Ryback. Tuttavia, nell'incontro programmato, viene facilmente sconfitto in pochi minuti e trasportato via in ambulanza a causa dei pesanti colpi ricevuti (kayfabe). Il 10 dicembre torna in scena come arbitro, dirigendo il match tra AJ Lee e Vickie Guerrero, ma favorendo quest'ultima.
Nella puntata del Raw del 21 gennaio 2013, comunica a Paul Heyman la sua ambizione di diventare una star e afferma che nulla lo fermerà; Heyman dimostra di apprezzare la sua determinazione e gli stringe la mano. Il 28 gennaio, dopo la sconfitta di CM Punk a Royal Rumble contro The Rock, Vince McMahon rivela che Maddox e lo Shield (Dean Ambrose, Seth Rollins e Roman Reigns) erano sempre stati d'accordo con Heyman e che erano stati pagati per i loro favori da Punk. Dopo questa rivelazione, lo Shield decide di attaccare Maddox, ma viene salvato da John Cena, Ryback e Sheamus.
L'8 luglio 2013, Maddox viene nominato nuovo General Manager di Raw e SmackDown, , in seguito al licenziamento di Vickie Guerrero. Il 15 luglio concede a John Cena la possibilità di scegliere il proprio sfidante per il WWE Championship per il SummerSlam; Cena opta per Daniel Bryan, dal quale viene sconfitto durante il pay-per-view.
Nella puntata di Raw del 26 maggio 2014, Maddox viene sollevato dall'incarico da parte di Triple H e Stephanie McMahon.
Dopo un lungo periodo lontano dal ring, torna a combattere a fine 2014 in alcune puntate del Main Event al fianco di Adam Rose.
Il 25 novembre 2015, Maddox viene licenziato dalla WWE.

## Personaggio

### Mosse finali
- Shoulder jawbreaker
- Snap DDT

### Manager
- Abraham Washington
- Summer Rae
- Vickie Guerrero

### Soprannomi
- "Beefcake"
- "Beefy"
- "Beef"

### Musiche d'ingresso
- Beefcake di Jim Johnston (2008–2010)
- Hubba Smubba di Jim Johnston (2010–2012)
- The Night dei Kromestatik (2012–2015)

## Titoli e riconoscimenti
- Florida Championship Wrestling
  - FCW 15 Championship (1)
  - FCW Florida Tag Team Championship (2) – con Briley Pierce (1) e con Rick Victor (1)
- Ohio Valley Wrestling 
  - OVW Heavyweight Championship (1)
  - OVW Television Championship (1)
- Pro Wrestling Illustrated
  - 214º tra i 500 migliori wrestler singoli nella PWI 500 (2012)